# Alexandra van der Mije
Alexandra van der Mije (sau Käty van der Mije-Nicolau), născută Alexandra Ecaterina Nicolau (n. 22 iulie 1940, București, România – d. 14 octombrie 2013, Haarlem, Țările de Jos), a fost o jucătoare de șah română-neerlandeză și Mare maestru la șah. A fost campioana națională a României de șase ori înainte de a se muta în Țările de Jos în 1974. În Țările de Jos a fost campioană națională în 1974 și în anii 1976-1979. Cea mai înaltă poziție obținută la nivel mondial la categoria feminină a fost locul al cincilea.

## Biografie
Alexandra Ecaterina Nicolau s-a născut la București, fiica lui Ștefan S. Nicolau, medic român, expert în virologie. În copilărie a studiat limba chineză. Primul contact cu lumea șahului a avut loc la vârsta de șase ani, când unul dintre frații ei a învățat-o să joace.

### Cariera în șah
Alexandra Nicolau a câștigat de șase ori Campionatul Român de șah feminin: 1960, 1961, 1963, 1964, 1965 și 1973. Pentru România, a participat și la olimpiada de șah. La cea de-a 17-a și la cea de-a 20-a olimpiadă de șah (1966, respectiv 1972), a făcut parte din echipa feminină care a câștigat medalia de argint. Ca persoană fizică, a câștigat argintul la olimpiadele din 1963 și 1966 la prima tablă, iar bronzul în 1972 la a doua tablă.
În 1974 a început să joace pentru Țările de Jos, după ce participase în același an la Hoogovenstoernooi. Ea a primit rezidența permanentă și ulterior cetățenia olandeză în urma căsătoriei cu Kees van der Mije. Anterior, ea mai locuise câteva luni în Țările de Jos, fără aprobarea guvernului român, după participarea la un turneu de șah. În 1969 și-a exprimat dorința de a studia la Universitatea din Leiden, însă, în timp ce îndeplinea formalitățile necesare ăn România, guvernul român nu i-a mai permis să se întoarcă în Țările de Jos și nici să participe la turnee internaționale de șah. Max Euwe, președintele FIDE, s-a implicat pentru a elimina această interdicție, deși Alexandra a trebuit să garanteze Securității că va reveni în România după fiecare turneu internațional, situație ce s-a menținut până în 1974. Hoogovenstournooi a fost primul turneu la care nu a trebuit să promită că se va întoarce în țară, iar ea a ales imediat să rămână în Țările de Jos.
Alexandra van der Mije a câștigat Campionatul Olandez de șah feminin în 1974 și din nou în 1976 și 1979. De asemenea, a concurat la olimpiadele de șah pentru Țările de Jos, prima dată la echipa feminină la cea de-a 22-a olimpiadă de șah (1976), unde a câștigat medalia de bronz.După ce a terminat pe locul trei la turneul Interzonal de la Roosendaal în 1976, i s-a acordat titlul de Mare Maestru la șah, categoria feminin. În 1980, a renunțat la șahul profesionist. Ultima ei apariție oficială a fost la a 28-a Olimpiadă de șah, în 1988.

## Distincții
- Ordinul „Meritul Sportiv” clasa a III-a (25 octombrie 1966) „pentru rezultatele deosebite obținute în competițiile sportive internaționale, precum și pentru contribuția valoroasă adusă la dezvoltarea culturii fizice și sportului în țara noastră”[9]